# Lil' Fizz
Dreux Pierre Frédéric (26 de novembro de 1985), conhecido por seu nome artístico Lil' Fizz, é um ator, dançarino e rapper americano que canta hip hop e R&B. Ele é conhecido por ser um dos membros do grupo B2K.

## Biografia
Lil' Fizz nasceu em Nova Orleans, Louisiana. Mais tarde, ele se mudou para Los Angeles, Califórnia, onde seguiu sua carreira musical. Ele sempre foi interessado em música, desde que era criança, e sabia que queria ser um rapper quando crescesse. Em 1998, ele começou uma boy band com outros amigos que se chamava "B2K".Em 2003, Lil 'Fizz apareceu no filme "You Got Served" como membro de uma equipe de dança junto com seus companheiros do B2K. Depois que o grupo se separou, Lil' Fizz então lançou sua carreira solo, seu álbum de estréia foi intitulado "Payday" e foi lançado em 17 de julho de 2007. Ele estava disponível para download como uma versão digital no iTunes. Em 2009, ele se juntou com seu ex-parceiro da B2K, J-Boog para lançar um álbum de 5 faixas intitulado “Night Life”, que foi novamente lançado no iTunes.